# Corrado Pavesi Negri
Corrado Pavesi Negri o Pavesi (Piacenza, 1843 – Piacenza, 1920) è stato un compositore italiano e un apprezzato insegnante di canto.

## Biografia
Figlio del marchese Manfredo e della contessa Costanza Marazzani Visconti, studiò diritto all'Università di Parma laureandosi nel 1866. Fu avviato agli studi musicali da Giovanni Quaquerini e Amilcare Ponchielli e nel 1877 ottenne il diploma di compositore onorario dell'Accademia Filarmonica di Bologna. Musicista apprezzato viaggiò in Europa, fermandosi a lungo in Inghilterra. A Monaco conobbe R. Wagner, a Parigi Rossini, G. Meyerbeer, Adelina Patti e Ch. Gounod che nel 1872. Fu anche un raffinato scrittore e collaborò con riviste letterarie, tra cui La Perseveranza e scrisse i testi di alcune delle sue opere vocali. Svolse attività di compositore e pubblicò alcune opere presso gli editori Ricordi e da Sonzogno spesso col nome Corrado Pavesi. Stabilitosi a Firenze nel 1890, si dedicò per quasi quarant'anni all'insegnamento del canto, dando vita a una importante scuola in via della Ninna 1, dalla quale uscirono tra gli altri Italo Cristalli, Angelo Masini Pieralli, Amedeo Bassi, Elvino Ventura, Nunzio Rapisardi. L'insegnamento del canto era basato sui suoi studi sul "carattere speciale dell'organo vocale, la sua struttura, l'importanza della respirazione, il meccanismo della produzione della voce. Curò l'effetto, il colorito, istillò il buon gusto, l'arte del fraseggiare, del recitativo; seppe infondere sentimento e commozione".
Ritornato a Piacenza, collaborò allo sviluppo del Liceo musicale comunale, del quale fu membro della commissione di vigilanza. Alla sua morte, nel 1920 lasciò all'Istituto la sua biblioteca, la collezione di fotografie dei suoi allievi, un pianoforte Erard e un harmonium Busson. La sua biblioteca costituisce il nucleo costitutivo della biblioteca del Liceo musicale (oggi Conservatorio "Giuseppe Nicolini" di Piacenza) e una sala era stata a lui intitolata. Molti volumi riportano le dediche a Corrado Pavesi Negri dei compositori.

## Opere

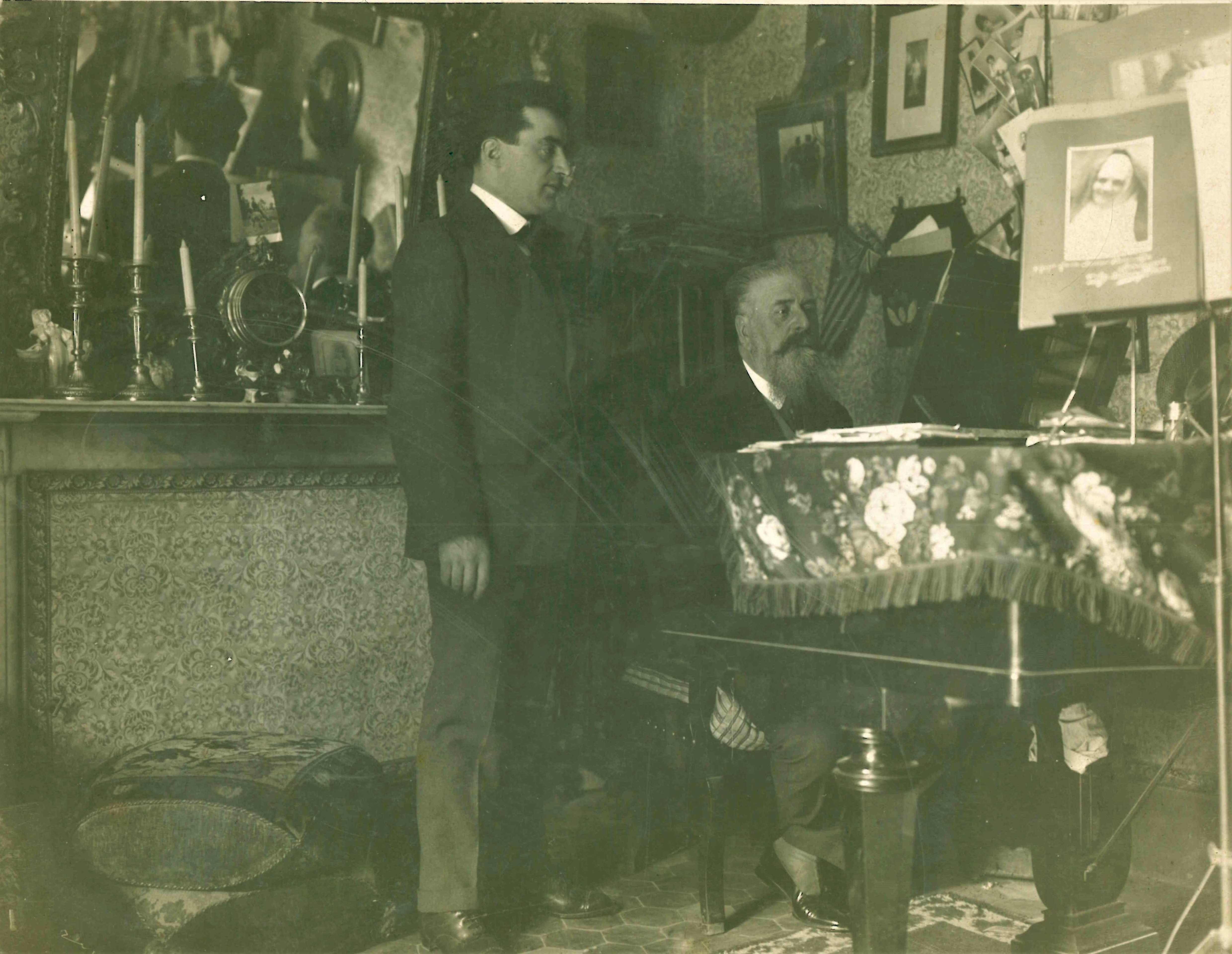
Corrado Pavesi Negri con un allievo

Segue una lista di opere di Corrado Pavesi Negri:
- La musica più bella, scherzo;
- Maria, duettino per soprano e tenore;
- Vorrei trovare, per canto e pianoforte;
- Orazione domenicale dantesca, per basso, baritono o contralto con accompagnamento di violino e pianoforte;
- Canto delle Parche, per soprano, mezzosoprano e contralto;
- Sant'Ermolao, scherzo musicale;
- Il prigioniero che resta al prigioniero che esce, romanza con accompagnamento di violino;
- Oh dolce notte! duetto per soprano e tenore;
- Tradita, romanza per contralto o baritono;
- Mia madre, romanza per tenore;
- Pater noster, per baritono o mezzosoprano;
- In morte di mia madre, elegia per tenore e pianoforte;
- Il risorgimento, duetto per soprano e tenore;
- La capricciosa, valzer cantabile;
- Ballata antica, per contralto e coro di soprani;
- La fidanzata del soldato;
- Notturno, barcarola a 2 voci;
- Mi disse un marinar, barcarola per mezzosoprano o baritono;
- Le soir, per mezzosoprano o baritono;
- Vendemmia, duetto popolare in tempo di valzer;
- Inno a S. Biagio, a 3 voci maschili.
- La Stella della Laguna, per mezzosoprano o baritono[7]
- Sai tu fanciulla
- Era d'aprile
- Il primo bacio
- O mia bambina, io voglio idolatrarti[8] su testo di Annie Vivanti
- Se siete buona
- Perché piangi[9] cantilena su testo proprio

Molte delle opere sono conservate presso la Biblioteca del Conservatorio "G. Nicolini" di Piacenza.

## Discografia
- Guido Cacialli, O mia bambina, io voglio idolatrarti, Beka, circa 1905[10]

## Scritti
- C. Pavesi Negri, Benedetta Alessandra Pisaroni, Piacenza, 1872.

## Traduzioni
- Alfred de Musset, Rolla, Firenze, Niccolai